# Tan plana como un encefalograma
Tan plana como un encefalograma (Behind the Curve) es una película documental de 2018 sobre los creyentes de la desacreditada teoría de la Tierra plana en Estados Unidos. Dirigida por Daniel J. Clark, la película se estrenó en Estados Unidos el 15 de noviembre de 2018 y está disponible en Netflix desde febrero de 2019.
El documental ofrece un análisis de la idea de la Tierra plana desde varias perspectivas, incluyendo a los prominentes terraplanistas Mark Sargent, Nathan Thompson y Patricia Steere, así como astrofísicos de varias universidades incluyendo UCLA y Caltech. Presenta clips de la Conferencia Internacional de Tierra Plana 2017, celebrada en Carolina del Norte, la cual tuvo cientos de asistentes.

## Sinopsis
El documental se centra principalmente en el defensor de la teoría terraplanista, Mark Sargent, y su vida como miembro activo de la comunidad de terraplanistas. Sargent explica su interpretación de la teoría de la Tierra plana, y su papel como defensor de la misma, así como su serie de podcasts y videos de YouTube. También sigue a Sargent mientras asiste a varias reuniones terraplanistas. Otros creyentes del terraplanismo presentados incluyen a Patricia Steere, creadora del podcast Flat Earth and Other Hot Potatoes (La Tierra plana y otras papas calientes); así como Jeran Campanella y Bob Knodel, creadores del canal de YouTube GlobeBusters.
Profesionales de la comunidad científica, incluido el astronauta Scott Kelly, son entrevistados para dar su punto de vista sobre la conspiración de la Tierra plana y para discutir las opiniones científicas actuales sobre conspiraciones y las posibles consecuencias de la falta de pensamiento crítico en la sociedad. 
A lo largo de la película, los defensores de la Tierra plana discuten sus enfoques experimentales para probar su teoría. También cubre varias conferencias y reuniones a las que asisten los sujetos de la película, incluida la Conferencia Internacional de la Tierra Plana 2017, celebrada en Raleigh, Carolina del Norte. 
Cuando en una entrevista se le preguntó a Clark, el director sobre la conclusión de la película, él dijo: "mi sueño sería que cuando la gente lo vea, tomen el terraplanismo como una analogía de algo en lo que ellos creen, porque es muy fácil demonizar a otro grupo o otra persona por algo que piensan, pero tú eres igual de culpable si haces eso".

## Lanzamiento
Tan plana como un encefalograma (Behind the Curve) se lanzó por primera vez en el Hot Docus Canadian International Documentary Festival, en Toronto, Canadá, el 30 de abril de 2018. Desde entonces se ha proyectado en varios festivales de cine de todo el mundo.

## Recepción
La película ha recibido críticas positivas de los críticos. En Rotten Tomatoes, el documental tiene una calificación de aprobación de "100% certificada como fresca" basada en 8 reseñas, con una calificación de audiencia de 67%.